# ミノコージ峠
ミノコージ峠（ミノコージとうげ）は、広島県広島市の峠。安佐北区上深川町と安芸区瀬野川町境に位置する。東区の広島県緑化センター 県立広島緑化植物公園からのルートもある。